# Félix Douay
Félix Charles Douay [ejtsd: dué] (1816. augusztus 14. – Párizs, 1879. május 4.) francia tábornok.

## Életútja
Pályáját mint közkatona kezdte. 1838-ban hadnagy, 1855-ben ezredes, majd, miután Niel marsall hadtestével végigküzdötte az 1859-es olasz hadjáratot. A solferinói csatában súlyosan megsebesült, hadosztálytábornokká nevezték ki. Részt vett a mexikói expedíciós hadjáratban és megverte Uraga mexikói tábornokot.
Visszatérve Párizsba, III. Napoléon főhadsegédévé nevezte ki. Az 1870-es porosz–francia háborúban a 7. hadtestet vezényelte a wörthi, a beaumont-i és a sedani ütközetekben. Sedannál német fogságba esett, ahonnan csak a békekötés után szabadult ki. 1871. május 21-én az Auxerre-ben (Burgundia) toborzott hadtest élén elsőként vonult be a kommün által védelmezett Párizsba. Dombrowski lengyel kommünárd tábornok csapatainak leverése után Douay elfoglalta Belleville magaslatait, megmentette a kommünárdok által felgyújtott Louvre-t, és utat nyitott Cissey tábornok csapatainak.
A köztársasági hadsereg újjászervezésekor a 6. hadtest parancsnokává nevezték ki.